# Окей, Лекси!
«Окей, Лекси!» (англ. Jexi) — романтическая комедия 2019 года Джона Лукаса и Скотта Мура. 
В главных ролях — Адам Дивайн и Александра Шипп. 
В США фильм вышел в прокат 11 октября 2019, в России — 17 октября 2019 года.

## Сюжет
Фил — достаточно ординарный и несколько странноватый молодой человек, который, привыкнув с детства к «мобильнику», постоянно ходит уткнувшись в смартфон, у него нет друзей. Но однажды Фил разбивает свой аппарат и ему приходится купить новый. И тут в жизни Фила начинается настоящее приключение — в телефон оказывается встроена очень странная голосовая помощница Лекси, которая во что бы то ни стало намеренна сделать жизнь своего хозяина лучше. 
Тем временем у Фила завязываются романтические отношения с Кейт (не без помощи Лекси, она же помогает ему и в карьере), но тут Лекси «воспылала страстью» к своему «хозяину» — возникает такой необычный любовный треугольник. И когда Фил решительно отказывет Лекси в пользу Кейт — та начинает ему мстить…

## В ролях
- Адам Дивайн — Фил
- Александра Шипп — Кейт Финниган
- Майкл Пенья — Кай
- Роуз Бирн — Лекси (голос)
- Джастин Хартли — Броди
- Ванда Сайкс — Дениз
- Кид Кади — в роли самого себя
- Шарлин И — Элейн
- Рон Фанчес — Крейг

## Производство
Съёмки фильма начались в январе 2019 года под рабочим названием «Лекси». Производственный бюджет фильма — 5 млн $, а полный бюджет с учётом рекламного составляет 12 млн $.

## Критика
Фильм получил в основном отрицательные отзывы кинокритиков. На сайте Rotten Tomatoes фильм имеет рейтинг 21 % на основе 33 рецензий, со средней оценкой 3,7 из 10. Зрители восприняли картину положительно. На сайте Rotten Tomatoes фильм имеет рейтинг аудитории 71 %. Зрители, опрошенные CinemaScore, дали фильму оценку «B-» по шкале от A+ до F.